# Wereldvereniging van Katholieke Scouts
De Wereldvereniging van Katholieke Scouts (International Catholic Conference of Scouting, ICCS) is een overkoepelende scoutsvereniging die opgericht werd in 1920 tijdens de eerste wereldjamboree van scouts. Dat gebeurde onder impuls de Franse jezuïet Jacques Sevin (Scouts de France), de Italiaanse graaf Mario di Carpegna (Associazione Scout Cattolici Italiani) en Jean Corbusier van de Belgische Baden-Powellscouts. In 1922 werd de Wereldvereniging van Katholieke Scouts erkend door paus Benedictus XV. Er werd toen ook een reglement goedgekeurd. In 1962 erkende het Vaticaan de scouts officieel als vereniging van kerkelijk recht.